# Chantel Flanders
Chantel Flanders ist eine US-amerikanische Schauspielerin.

## Leben
Flanders schloss die University of Utah ab. Erstmals stand sie für One Man’s Treasure im Jahr 2009 vor der Kamera. 2010 hatte sie eine Besetzung in My Girlfriend’s Boyfriend, 2011 in Vamp U. 2011 wirkte sie außerdem in allen Episoden der Fernsehserie The Gap mit. Es folgten Besetzungen in den Filmen 17 Miracles, 4, Razzleberry oder K9 – Das große Weihnachtsabenteuer. Neueste Produktion mit ihr ist eine Episode der Serie Austentatious.
Flanders wohnt in der Nähe von Salt Lake City und arbeitet bei der Century 21 Real Estate.

## Filmografie
- 2009: One Man’s Treasure
- 2009: Raising Kayn
- 2010: My Girlfriend’s Boyfriend
- 2010: The Kane Files: Life of Trial
- 2010–2011: Out of Luck (Fernsehserie, 2 Episoden)
- 2011: Vamp U
- 2011: The Gap (Fernsehserie, 13 Episoden)
- 2011: 17 Miracles
- 2011: 4 (Kurzfilm)
- 2012: Razzleberry (Kurzfilm)
- 2013: Crash Pad (Fernsehserie, 11 Episoden)
- 2013: Beautiful Beast
- 2013: K9 – Das große Weihnachtsabenteuer (K-9 Adventures: A Christmas Tale)
- 2014: Easy Greasy (Kurzfilm)
- 2015: Austentatious (Fernsehserie, Episode 1x04)
- 2015: Fault (Kurzfilm)
- 2016: Moving On (Kurzfilm)
- 2018: Story of Andi (Andi Mack) (Fernsehserie, Episode 3x01)
- 2019: George – Ritter wider Willen (Dwight in Shining Armor) (Fernsehserie, Episode 1x03)
- 2019: Yellowstone (Fernsehserie, Episode 2x09)
- 2020: Holly & Ivy (Fernsehfilm)